# Euphorbia heyneana
Euphorbia heyneana är en törelväxtart som beskrevs av Spreng.. Euphorbia heyneana ingår i släktet törlar, och familjen törelväxter.

## Underarter
Arten delas in i följande underarter:
- E. h. galioides
- E. h. heyneana
- E. h. nilagirica